# Личная жизнь доктора Селивановой
«Личная жизнь доктора Селивановой» — российский телесериал 2007 года.

## Сюжет
В сериале показаны рабочие будни и личная жизнь доктора Селивановой (Ольга Будина). Елена Леонардовна опытный врач-гинеколог и очень отзывчивый человек. Молодая и обаятельная, она искреннее участвует в проблемах своих пациенток, а они посвящают её в подробности своей личной жизни.
Елена вместе с ними переживает и радуется, пытается решить сложные семейные проблемы. Она сочувствует, и изо всех сил старается помочь, и если даже очень трудно, проблемы, которые решаются сообща, перестают казаться такими уж неразрешимыми и страшными.
Каждая серия — это отдельная законченная история.
В сюжете переплетаются истории из врачебной практики и личная жизнь героини, которая в обычной жизни простая, порой беззащитная женщина, мечтающая опереться на надёжное плечо любимого человека, завести свою семью, родить детей.

## В ролях
- Ольга Будина — Елена Леонардовна Селиванова — практикующий врач-гинеколог
- Анатолий Лобоцкий — Александр Николаевич Горчаков, Шурик
- Агриппина Стеклова — Татьяна, подруга Елены Леонардовны
- Татьяна Васильева — Эльвира Серебрякова, главврач
- Леонид Громов — Виктор Леонидович Кукин, бизнесмен
- Сергей Колесников — Игорь Максимович, врач -УЗИст
- Максим Литовченко — Дима Логинов, фотограф, бывший муж Елены Леонардовны
- Армандс Нейландс-Яунземс — Егор, муж Татьяны
- Александр Третьяков — сын Татьяны и Егора
- Анна Якунина — Кира Станиславовна Кочергина, гинеколог, коллега и подруга Елены Леонардовны
- Артём Семакин — Кирилл, генетик
- Юлия Куварзина — Оля Авдеева, медсестра
- Анна Носатова — Тамара, медсестра
- Юрий Брешин — Марк, врач
- Ирина Сушина — Клавдия Степановна
- Вячеслав Гришечкин — Борис Гринберг, адвокат
- Александр Андриенко — Василий, отец Оли
- Григорий Данцигер — Макагонов
- Екатерина Мадалинская — эпизод
- Регина Мянник — Вика
- Пётр Томашевский — Ваня
- Алексей Троценко — Иван
- Сергей Чонишвили — Марк Никольский, режиссёр
- Татьяна Абрамова — Любовь Васильевна Ковальсон
- Александр Боев — помощник Кукина
- Василиса Воронина — Соня
- Анна Гуляренко — Людмила Борисовна Ковалёва, коммерческий директор
- Елена Медведева — Вера Ковалёва
- Ольга Хохлова — Светлана Кукина
- Александр Яковлев — Боровский Пётр Моисеевич, педиатр
- Андрей Егоров — Дроздов, нервный муж пациентки
- Наталья Юнникова — Людмила Дроздова, пациентка
- Екатерина Директоренко — Олеся
- Ирина Шипова — Катя

## Съёмочная группа
- Режиссёр: Мирослав Малич
- Сценаристы: Ирина Осипова, Мария Пастухова, Елена Шевченко
- Оператор: Константин Мироманов
- Композитор: Валерий Мягких
- Художник: Эдуард Оганесян
- Продюсеры: Юрий Глоцер, Надежда Соловьева

## Факты
- В общей сложности во время съёмок у участников съёмочной группы родилось 5 детей[1][2].